# Cultura Grotta-Pelos

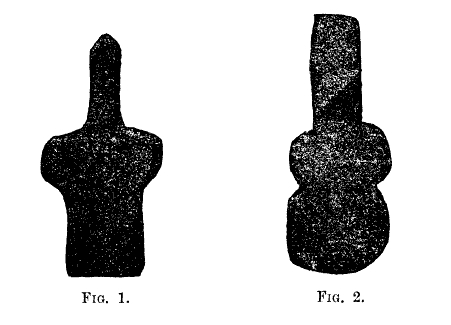
Figurillas de Grotta-Pelos del tipo que se ha denominado «caja de violín» o «violón» dibujados por el arqueólogo Theodore Bent en 1884, que identificó a un hombre y a una mujer.

La cultura de Grotta-Pelos corresponde al periodo del Cicládico Antiguo I (CA I) (3200 - 2800 a. C.) y se centra en el sitio arqueológico de Grotta, en la isla de  Naxos, a las afueras de la capital actual de la isla, y en el sitio de Pelos, en la isla de Milo, ambas islas de las Cícladas. Además, se han descubierto otros asentamientos pertenecientes al mismo periodo cronológico en las islas de Paros, Antíparos, Amorgós (sitio de Kapros) y en otros lugares de Naxos.
Los asentamientos son poco conocidos: la mayoría de las casas, probablemente construidas con materiales perecederos como el adobe, han desaparecido. Del final del periodo se han hallado casas rectangulares, con una o dos habitaciones, con muros de piedra y arcilla. Los enterramientos se realizaban en sencillas tumbas de cista y se conocen numerosas necrópolis que indican un aumento de asentamientos permanentes y permiten evaluar su tamaño. Se trataba de pequeñas aldeas agrícolas. En las tumbas se han encontrado vasos de cerámica y de mármol, así como estatuillas de mármol, a menudo muy esquemáticas con forma de caja de violín, aunque ya a finales del periodo aparecen figurillas más naturalistas como las de «tipo Plastiras». La cerámica estaba hecha a mano (el torno de alfarero se introdujo desde Oriente en el Cicládico Antiguo III). La caja cilíndrica (pixis) era la forma principal de cerámica.
En los asentamientos de esta cultura también se explotaban metales como el cobre. Con respecto a los contactos con otras áreas del Egeo, se estima que eran escasos.